# Rio Comandaí
O rio Comandaí é um rio brasileiro localizado no estado do Rio Grande do Sul.